# Robert Lebel Trophy
Robert Lebel Trophy je hokejová trofej v juniorské lize Quebec Major Junior Hockey League, kterou obdrží tým, který měl v základní části QMJHL nejnižší průměr inkasovaných branek.

## Vítězové
| Sezóna  | Tým                          | Průměr inkasovaných branek |
| ------- | ---------------------------- | -------------------------- |
| 2013/14 | Baie-Comeau Drakkar          | 2,47                       |
| 2012/13 | Halifax Mooseheads           | 2,57                       |
| 2011–12 | Shawinigan Cataractes        | 2.63                       |
| 2010–11 | Saint John Sea Dogs          | 2.34                       |
| 2009–10 | Moncton Wildcats             | 2.39                       |
| 2008–09 | Moncton Wildcats             | 2.16                       |
| 2007–08 | Chicoutimi Saguenéens        | 2.90                       |
| 2006–07 | Lewiston Maineiacs           | 2.78                       |
| 2005–06 | Moncton Wildcats             | 2.61                       |
| 2004–05 | Halifax Mooseheads           | 2.70                       |
| 2003–04 | Cape Breton Screaming Eagles | 2.33                       |
| 2002–03 | Acadie-Bathurst Titan        | 2.60                       |
| 2001–02 | Halifax Mooseheads           | 2.70                       |
| 2000–01 | Shawinigan Cataractes        | 2.64                       |
| 1999–00 | Moncton Wildcats             | 2.90                       |
| 1998–99 | Halifax Mooseheads           | 2.89                       |
| 1997–98 | Quebec Remparts              | 2.91                       |
| 1996–97 | Hull Olympiques              | 2.86                       |
| 1995–96 | Granby Prédateurs            | 2.73                       |
| 1994–95 | Beauport Harfangs            | 2.81                       |
| 1993–94 | Verdun Collège Français      | 3.36                       |
| 1992–93 | Sherbrooke Faucons           | 3.44                       |
| 1991–92 | Trois-Rivières Draveurs      | 3.16                       |
| 1990–91 | Chicoutimi Saguenéens        | 3.19                       |
| 1989–90 | Victoriaville Tigres         | 3.19                       |
| 1988–89 | Hull Olympiques              | 3.66                       |
| 1987–88 | Saint-Jean Castors           | 4.04                       |
| 1986–87 | Longueuil Chevaliers         | 3.70                       |
| 1985–86 | Hull Olympiques              | 3.64                       |
| 1984–85 | Shawinigan Cataractes        | 3.75                       |
| 1983–84 | Shawinigan Cataractes        | 4.10                       |
| 1982–83 | Shawinigan Cataractes        | 3.34                       |
| 1981–82 | Montreal Juniors             | 3.86                       |
| 1980–81 | Sorel Éperviers              | 4.14                       |
| 1979–80 | Sherbrooke Castors           | 4.36                       |
| 1978–79 | Trois-Rivières Draveurs      | 3.24                       |
| 1977–78 | Trois-Rivières Draveurs      | 3.50                       |